# Electrabel
Engie Electrabel es una empresa belga del sector energético. Es subsidiaria de Engie (ex GDF Suez).

## Historia
Electrabel fue fundada en 1905. Su nombre actual es originario de 1990, tras la fusión de las compañías Intercom, Ebes y Unerg. 